# Kabinet-Gascoyne-Cecil III
Het kabinet-Gascoyne-Cecil III was de uitvoerende macht van de Britse overheid van 25 juni 1895 tot 10 november 1900. Het kabinet werd gevormd door de Conservative Party en de Liberal Unionist Party.
| Ambtsbekleder                                                           | Ambtsbekleder                | Ambtsbekleder                                                      | Functie                               | Ambtstermijn  | Ambtstermijn      | Partij                 |
| ----------------------------------------------------------------------- | ---------------------------- | ------------------------------------------------------------------ | ------------------------------------- | ------------- | ----------------- | ---------------------- |
|                                                                         | Robert Gascoyne-Cecil        | Markies van Salisbury Robert Gascoyne-Cecil (1830–1903)            | Premier                               | 25 juni 1895  | 12 juli 1902      | Conservative Party     |
| Minister van Buitenlandse Zaken                                         | Robert Gascoyne-Cecil        | Markies van Salisbury Robert Gascoyne-Cecil (1830–1903)            |                                       | 25 juni 1895  | 12 juli 1902      | Conservative Party     |
| Leader of the House of Lords                                            | Robert Gascoyne-Cecil        | Markies van Salisbury Robert Gascoyne-Cecil (1830–1903)            |                                       | 25 juni 1895  | 12 juli 1902      | Conservative Party     |
|                                                                         | Michael Beach                | Sir Michael Beach (1837–1916)                                      | Minister van Financiën                | 25 juni 1895  | 12 juli 1902      | Conservative Party     |
|                                                                         | Matthew Ridley               | Sir Matthew Ridley (1842–1914)                                     | Minister van Binnenlandse Zaken       | 25 juni 1895  | 10 november 1900  | Conservative Party     |
|                                                                         | Spencer Cavendish            | Hertog van Devonshire Spencer Cavendish (1833–1908)                | Lord President of the Council         | 25 juni 1895  | 19 oktober 1903   | Liberal Unionist Party |
|                                                                         | Richard Cross                | Burggraaf Cross Richard Cross (1823–1914)                          | Lord Privy Seal                       | 25 juni 1895  | 10 november 1900  | Conservative Party     |
|                                                                         | Arthur Balfour               | Arthur Balfour (1848–1930)                                         | Leader of the House of Commons        | 25 juni 1895  | 5 december 1905   | Conservative Party     |
|                                                                         | Hardinge Giffard             | Graaf van Halsbury Hardinge Giffard (1823–1921)                    | Lord Chancellor                       | 25 juni 1895  | 5 december 1905   | Conservative Party     |
|                                                                         | Henry Petty-Fitzmaurice      | Markies van Lansdowne Henry Petty- Fitzmaurice (1845–1927)         | Minister voor Oorlog                  | 25 juni 1895  | 10 november 1900  | Liberal Unionist Party |
|                                                                         | George Goschen               | George Goschen (1831–1907)                                         | Minister voor de Marine               | 25 juni 1895  | 10 november 1900  | Conservative Party     |
|                                                                         | Charles Ritchie              | Charles Ritchie (1838–1906)                                        | Minister van Handel                   | 25 juni 1895  | 10 november 1900  | Conservative Party     |
|                                                                         | John Eldon Gorst             | Sir John Eldon Gorst (1835–1916)                                   | Minister van Onderwijs                | 25 juni 1895  | 12 juli 1902      | Conservative Party     |
|                                                                         | Aretas Akers-Douglas         | Aretas Akers-Douglas (1851–1926)                                   | Minister van Openbare Werken          | 25 juni 1895  | 12 juli 1902      | Conservative Party     |
|                                                                         | Henry Chaplin                | Henry Chaplin (1840–1923)                                          | Minister van Lokale Zaken             | 25 juni 1895  | 10 november 1900  | Conservative Party     |
|                                                                         | Walter Long                  | Walter Long (1854–1924)                                            | Minister van Landbouw                 | 25 juni 1895  | 10 november 1900  | Conservative Party     |
|                                                                         | Richard Cross                | Burggraaf Cross Richard Cross (1823–1914)                          | Kanselier van het Hertogdom Lancaster | 25 juni 1895  | 5 juli 1985       | Conservative Party     |
|                                                                         | Henry James                  | Baron James van Hereford Henry James (1828–1911)                   | Kanselier van het Hertogdom Lancaster | 5 juli 1985   | 12 juli 1902      | Liberal Unionist Party |
|                                                                         | Joseph Chamberlain           | Joseph Chamberlain (1836–1914)                                     | Minister voor Koloniale Zaken         | 25 juni 1895  | 16 september 1903 | Liberal Unionist Party |
|                                                                         | George Francis Hamilton      | Heer George Francis Hamilton (1845–1927)                           | Minister voor Brits-Indië             | 25 juni 1895  | 19 oktober 1903   | Conservative Party     |
|                                                                         | Alexander Bruce              | Heer Balfour van Burleigh Alexander Bruce (1849–1921)              | Minister voor Schotland               | 25 juni 1895  | 19 oktober 1903   | Unionist Party         |
|                                                                         | Walter Runciman              | Gerald Balfour (1853–1945)                                         | Minister voor Ierland                 | 25 juni 1895  | 10 november 1900  | Conservative Party     |
|                                                                         | Henry Fitzalan-Howard        | Hertog van Norfolk Henry Fitzalan- Howard (1847–1917)              | Minister voor Posterijen              | 25 juni 1895  | 10 april 1900     | Liberal Unionist Party |
|                                                                         | Charles Vane-Tempest-Stewart | Markies van Londonderry Charles Vane- Tempest- Stewart (1852–1915) | Minister voor Posterijen              | 10 april 1900 | 12 juli 1902      | Conservative Party     |
| Formeel geen leden van het kabinet, maar woonde kabinetsvergadering bij |                              |                                                                    |                                       |               |                   |                        |
| Ambtsbekleder                                                           | Ambtsbekleder                | Ambtsbekleder                                                      | Functie                               | Ambtstermijn  | Ambtstermijn      | Partij                 |
|                                                                         | John Hope                    | Markies van Linlithgow John Hope (1860–1948)                       | Thesaurier-generaal                   | 25 juni 1895  | 1 juli 1899       | Conservative Party     |
|                                                                         | Charles Spencer-Churchill    | Hertog van Marlborough Charles Spencer- Churchill (1871–1934)      | Thesaurier-generaal                   | 1 juli 1899   | 12 maart 1902     | Conservative Party     |
|                                                                         | Richard Webster              | Sir Richard Webster (1842–1915)                                    | Advocaat-generaal                     | 25 juni 1895  | 5 mei 1900        | Conservative Party     |
|                                                                         | Robert Finlay                | Sir Robert Finlay (1842–1929)                                      | Advocaat-generaal                     | 5 mei 1900    | 5 december 1905   | Conservative Party     |

Russell I ·
Smith-Stanley I ·
Hamilton-Gordon ·
Temple I ·
Smith-Stanley II ·
Temple II ·
Russell II ·
Smith-Stanley III ·
Disraeli I ·
Gladstone I ·
Disraeli II ·
Gladstone II ·
Gascoyne-Cecil I ·
Gladstone III ·
Gascoyne-Cecil II ·
Gladstone IV ·
Primrose ·
Gascoyne-Cecil III ·
Gascoyne-Cecil IV ·
Balfour ·
Campbell-Bannerman ·
Asquith I ·
Asquith II ·
Asquith III ·
Asquith IV ·
Lloyd George I ·
Lloyd George II ·
Law ·
Baldwin I ·
MacDonald I ·
Baldwin II ·
MacDonald II ·
MacDonald III ·
MacDonald IV ·
Baldwin III ·
Chamberlain I ·
Chamberlain II ·
Churchill I ·
Churchill II ·
Attlee I ·
Attlee II ·
Churchill III ·
Eden ·
Macmillan I ·
Macmillan II ·
Douglas-Home ·
Wilson I ·
Wilson II ·
Heath ·
Wilson III ·
Callaghan ·
Thatcher I ·
Thatcher II ·
Thatcher III ·
Major I ·
Major II ·
Blair I ·
Blair II ·
Blair III ·
Brown ·
Cameron I ·
Cameron II ·
May I ·
May II ·
Johnson I ·
Johnson II ·
Truss ·
Sunak ·
Starmer